# Psalm 81
Psalm 81 – jeden z utworów zgromadzonych w biblijnej Księdze Psalmów. Zaliczany do dzieł przypisywanych Asafowi. W numeracji Septuaginty psalm ten nosi numer 80.

## Teologia Psalmu
Jest to hymn skomponowany na Bożą chwałę. Składa się z dwóch części (81,2–6, 7–17). Pierwsza część jest wezwaniem do świętowania, możliwe, że z okazji święta namiotów. Część druga stanowi napomnienie kierowane do ludu przymierza. Bóg daje do zrozumienia, że to on wyzwolił Izrael z Egiptu i objawił swoje przymierze, lecz lud wielokrotnie je porzucał. Wierny Bóg przebaczał, ale pozwalał też doświadczyć. Charakter psalmu pasuje idealnie do święta namiotów – żniw. Był to czas świętowania oraz pamięci o zbawczych dziełach Boga podczas wyjścia z Egiptu. Treść psalmu wskazuje, że JHWH przemawia do ludu głosem psalmisty – kapłana. Zwraca uwagę, że zachodzi potrzeba zmiany, gdyż lud nie postępuje właściwie.

## Symbolika
- Czas nowiu to okres w kalendarzu księżycowym, którym posługiwali się Izraelici. Oznaczał pierwszy dzień miesiąca (81,4)[4].
- Miód ze skały (81,17) jest określeniem wyróżniającym się na tle Starego Testamentu. Zazwyczaj gdy jest mowa o miodzie, chodzi o syrop z daktyli. Tym razem oznacza miód pszczeli znaleziony w skałach[4].
- W utworze raz pojawia się niejasne słowo sela, którego znaczenie nie jest dokładnie znane[5].